# Южноамериканская цапля
Южноамериканская цапля (лат. Ardea cocoi) — птица отряда аистообразных (голенастых), семейства цаплевых.

## Описание
Это крупная цапля с длиной тела 95—127 см и массой 1,5—2,5 кг. Окраска оперения преимущественно серого цвета. Половой диморфизм отсутствует. Голова, шея и грудь белые, брюхо чёрное, на голове имеется чёрная «шапочка». Ноги розовые.

## Ареал и места обитания
Это широко распространенный вид птиц на большей части Южной Америки (Аргентина, Боливия, Бразилия, Чили, Колумбия, Эквадор, Французская Гвиана, Гайана, Панама, Парагвай, Перу, Суринам, Уругвай и Венесуэла). Может посещать Тринидад и Тобаго и Фолклендские острова и Тристан-да-Кунья.
Населяет реки, болота и пресноводные озёра. Часто можно встретить на деревьях. Питается преимущественно крупной рыбой, а также лягушками и личинками водных насекомых.

## Размножение
Гнёзда строит на болотах и в других недоступных для хищников местах. Для гнездования предпочитает деревья высотой от 20 до 25 м. Гнёзда из веток и сухого тростника диаметром в среднем 65 см. В кладке 3 яйца голубого цвета с белыми крапинами. Инкубационный период длится 20—23 дня.

## Фото

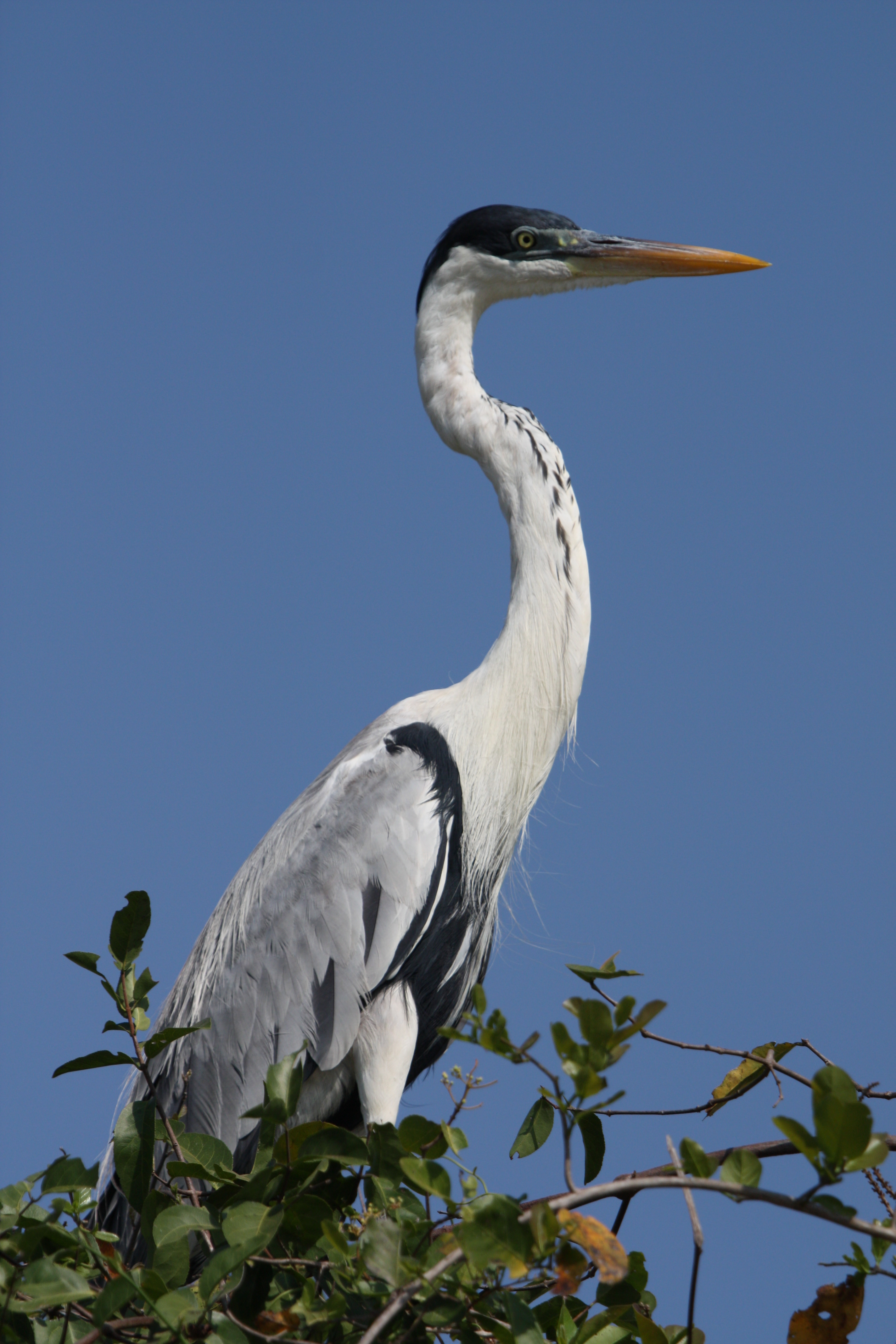
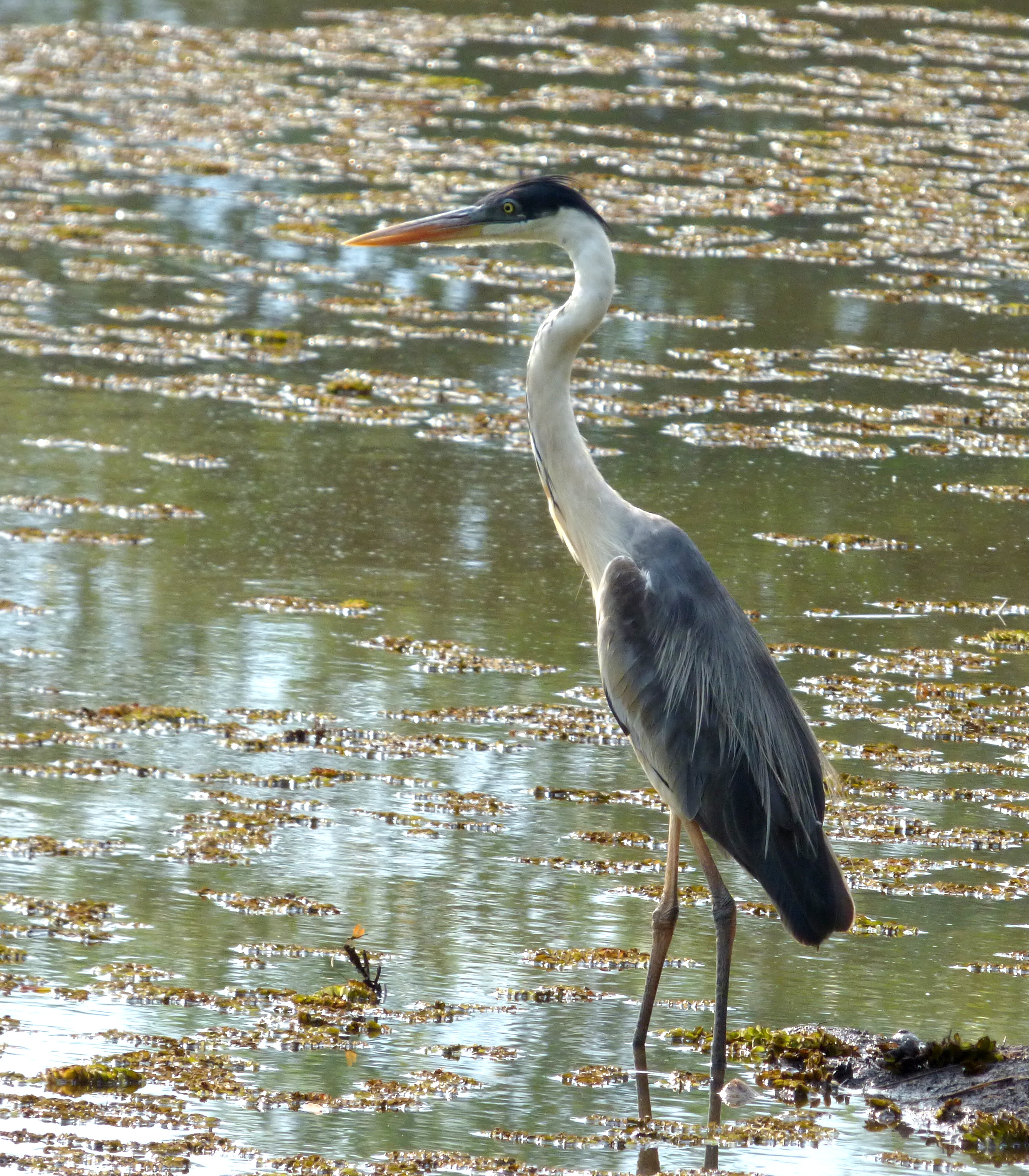
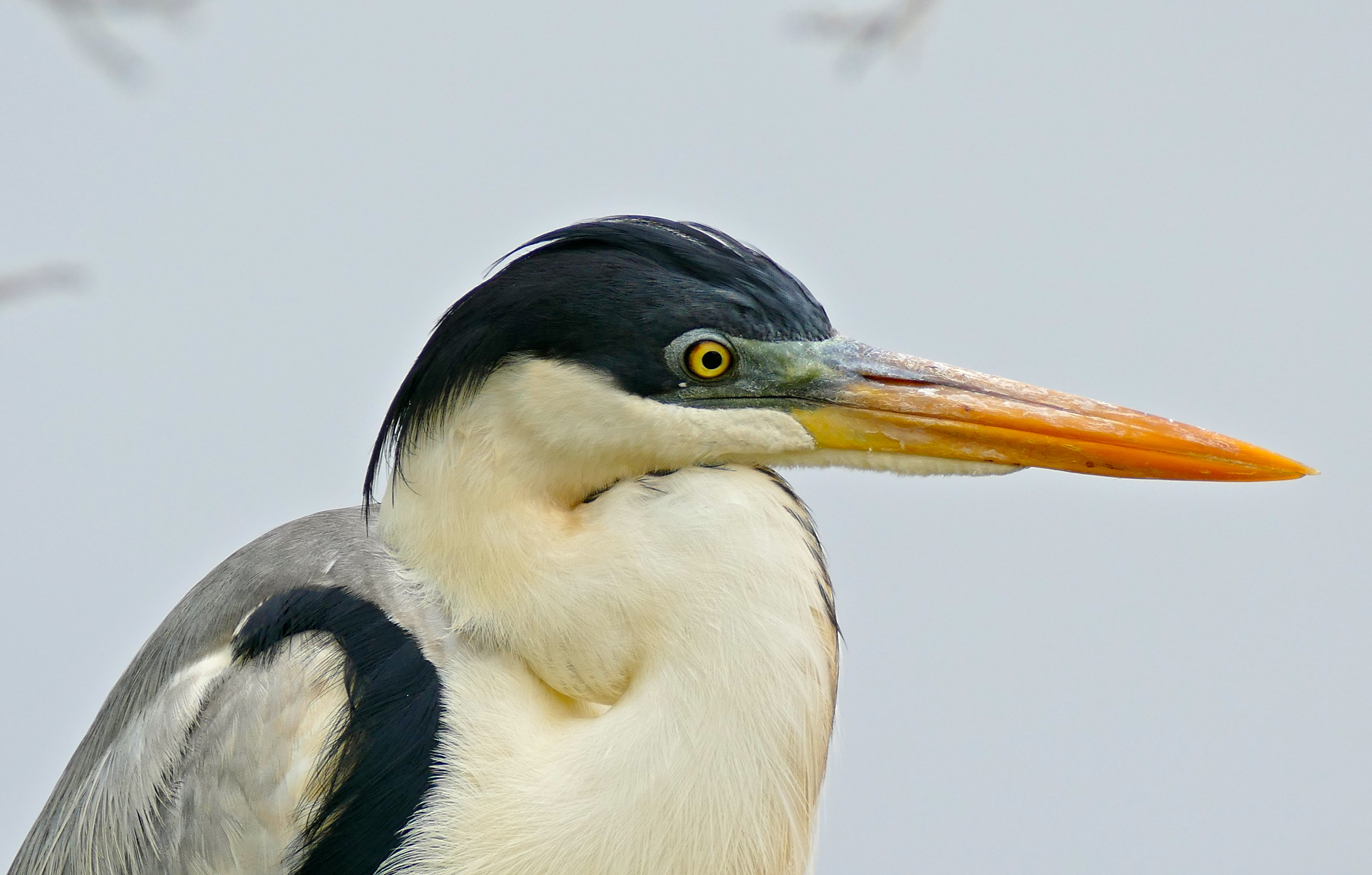
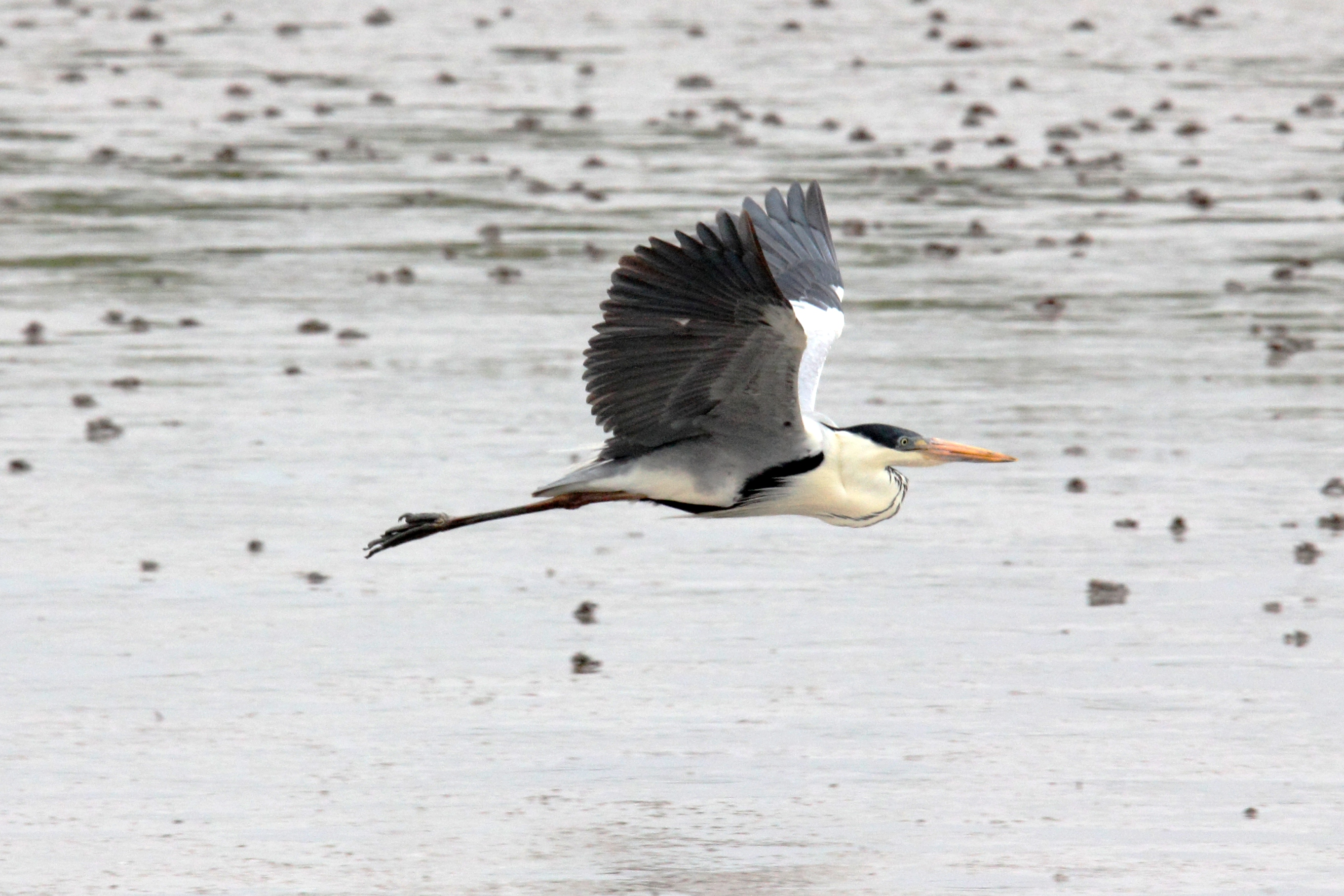